# EFC Ruhla 08
Der Erbstromtaler FC Ruhla 08 ist ein deutscher Fußballclub aus Ruhla im Wartburgkreis. Heimstätte des Clubs ist das Stadion Mittelwiese, welches 5.000 Zuschauern Platz bietet.

## VfL Ruhla/TSG Ruhla

Logo der TSG Ruhla

Der EFC Ruhla 08 wurde bereits 1906 als FC Ruhla 06 gegründet. Mit der Auflösung des Clubs im Jahr 1910 wurde eine Neugründung unter der Bezeichnung FC Wacker Ruhla vollzogen, nach einer Fusion mit der Jungmannschaft Ruhla 08 traten die Thüringer in der Folgezeit kurzzeitig als BC Wacker 08 Ruhla an. Bis 1936 folgten nach weiteren Fusionen erneute Umbenennungen in Vereinigter BC Ruhla 08, BC Ruhla 08 sowie VfL Ruhla.
Auf sportlicher Ebene agierte der Club in den Spielzeiten 1925/26 sowie von 1930 bis 1936 in der Meisterschaft des Wartburggau, trat aber bis 1945 größtenteils in der Kreisklasse Wartburg an. Mit der Einstellung des Spielbetriebes wurde der VfL 1945 aufgelöst und als SG Ruhla neu gegründet. Ab 1949 spielte Ruhla unter der Bezeichnung ZSG, 1952 als BSG Motor Nord Ruhla. Motor Nord Ruhla gelang 1955 erstmals der Aufstieg in die Bezirksliga Erfurt, die aber nur kurzzeitig gehalten werden konnte. 1965 fusionierte Motor Nord mit dem Lokalrivalen Motor Süd Ruhla zur TSG Ruhla. Mit dem Einsteigen des Trägerbetriebes VEB Uhren- und Maschinenkombinat Ruhla verbesserten sich die sportlichen Rahmenbedingungen. Nach fast zwanzig Jahren gelang der TSG Ruhla 1972 die erneute Rückkehr in die Bezirksliga. Bereits 1974 setzte sich Ruhla gegen den Favoriten Motor Weimar durch und stieg in die DDR-Liga auf. Die zweithöchste Spielklasse der DDR erwies sich aber als eine Nummer zu groß. Mit lediglich elf Saisonpunkten erfolgte der sofortige Wiederabstieg.
1982 meldete sich Ruhla in der DDR-Liga zurück. Diesmal konnte sich die TSG vor der punktgleichen BSG Robotron Sömmerda für die Liga qualifizieren. Erstmals gelang den Thüringern auch der Klassenerhalt, mit der Reduzierung der DDR-Liga von fünf auf zwei Staffeln stiegen sie aber 1984 wieder in die Drittklassigkeit ab. Die Bezirksliga hielt die TSG noch bis 1990.

## EFC Ruhla
Am 19. Dezember 1990 vollzog die Fußballabteilung eine Trennung von der TSG Ruhla und nennt sich nun EFC Ruhla 08. Eine Rückkehr in höhere Gefilde gelang nicht mehr, der EFC bewegt sich seit der Wende ausschließlich auf Bezirks- und Landesklassenebene. 2008 erfolgte der Abstieg in die Bezirksliga. Derzeit spielen die Ruhlaer in der achtklassigen Kreisoberliga Westthüringen.
Im Juni 2025 wurde das neue Sport- und Freizeitzentrum im Ortsteil Thal eröffnet. Dort wurde der alte Hartplatz in eine moderne Sportanlage mit Kunstrasenplatz und Leichtathletikanlage umgebaut.

## Statistik
- Teilnahme DDR-Liga: 1974/75, 1982/83, 1983/84
- Teilnahme FDGB-Pokal: 1975/76, 1983/84, 1984/85
- Ewige Tabelle der DDR-Liga: Rang 127